# Il fuoco del porcospino
Il fuoco del porcospino è un mito dei Bantu nord-orientali che vuole definire l'origine del fuoco e la sua utilità sociale per l'alimentazione degli esseri umani e per la produzione di attrezzi. Quindi si tratta di una storia sacra trasmessa per via orale utile anche per rinsaldare e unificare la comunità. Il mito ha la funzione primaria di descrivere come andarono i fatti all'origine della vita, quando da un caos primordiale si diffuse la vita e la morte degli esseri viventi.

## Trama
Il mito narra i disastri commessi da un porcospino che penetrava nei campi e rovinava le messi. Un uomo si fece prestare una lancia per ammazzarlo, ma fallì nell'impresa limitandosi a ferire l'animale che scappò con la lancia conficcata nel corpo e si infilò dentro un cunicolo.
Il proprietario della lancia volle a tutti i costi l'attrezzo indietro, quindi l'uomo fu costretto ad infilarsi nella tana del porcospino, dove con molto stupore trovò un gruppo di esseri seduti attorno al fuoco per cuocere il cibo. Grazie all'ospitalità degli abitanti sotterranei, l'uomo recuperò la lancia ed ottenne anche un po' di fuoco, che era ancora ignoto agli umani. L'uomo per questa sua scoperta, venne nominato re e il porcospino divenne sua regina